# Hégésippe Moreau

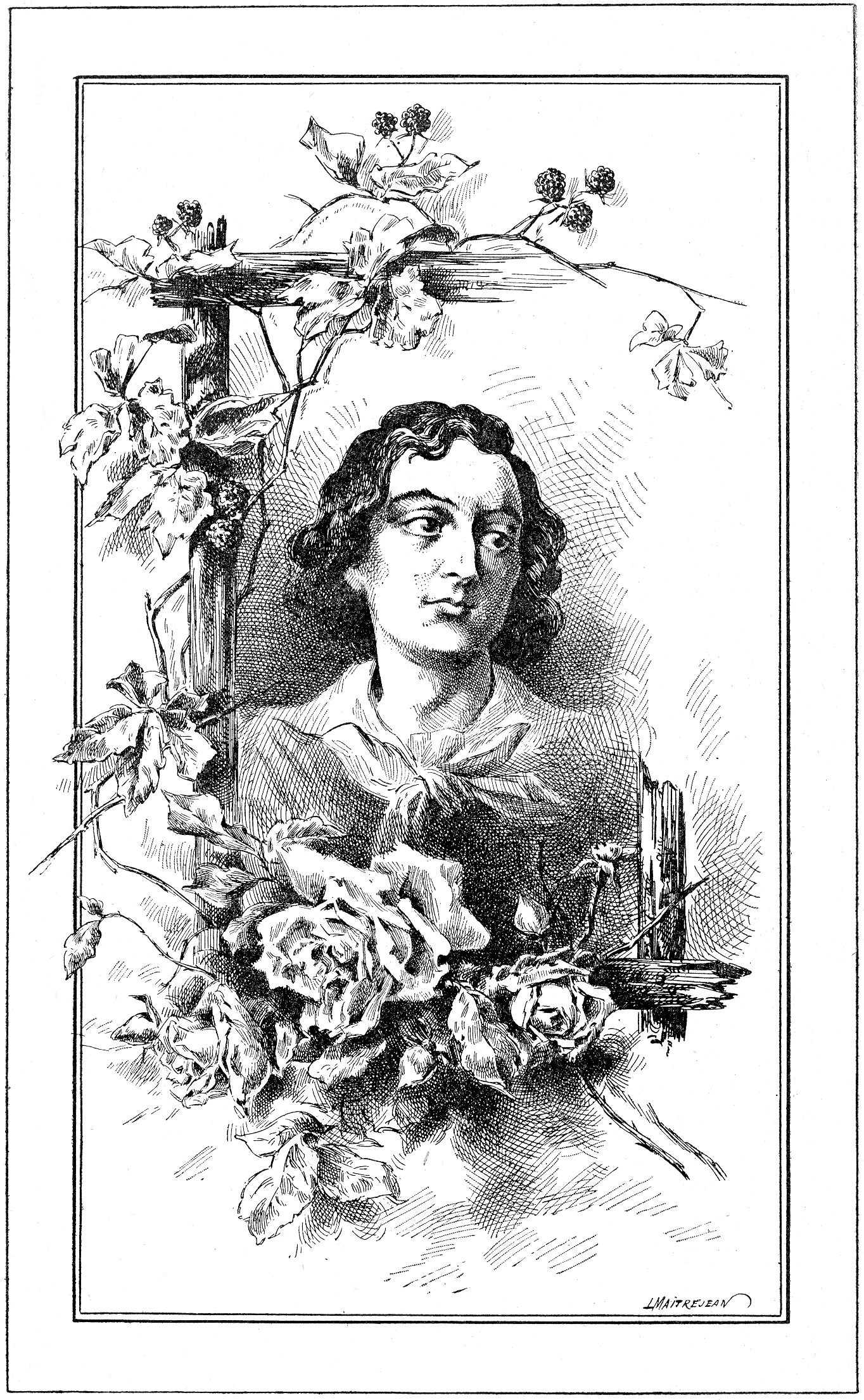
Hégésippe Moreau (1835)

Hégésippe Moreau (* 8. April 1810 in Paris; † 20. Dezember 1838 ebenda) war ein französischer Schriftsteller.

## Leben und Werk
Pierre-Jacques Rouillot (nach anderen Quellen: Roulliot) war der illegitime Sohn eines Gymnasiallehrers von Provins mit Namen Moreau und der Marie Rouillot. Der Vater starb 4 Jahre nach seiner Geburt, die Mutter wenige Jahre später. Er besuchte das Gymnasium bis 1828, ging dann als Korrektor in die Druckerei Théodore Lebeau in Provins, wechselte 1829 nach Paris in die Druckerei Didot, war in der Julirevolution von 1830 aktiv und lebte (nach einem erfolglosen Zwischenaufenthalt in Provins) in der Pariser Bohème als Dichter (Pseudonym: Hégésippe Moreau). Er starb im Alter von 28 Jahren an Tuberkulose. Seine Erzählungen (Le Gui de chêne. La Souris blanche. Les Petits Souliers. Thérèse Sureau. Le Neveu de la fruitière) erlebten zahlreiche Auflagen, waren in Deutschland Schullektüre im Französischunterricht und sind bis in die Gegenwart beliebt. Viele seiner Gedichte wurden vertont. Baudelaire schrieb freundlich über ihn, und Sainte-Beuve behandelte ihn im 4. Band seiner Causeries du lundi. In Paris und in anderen Städten tragen Straßen seinen Namen.

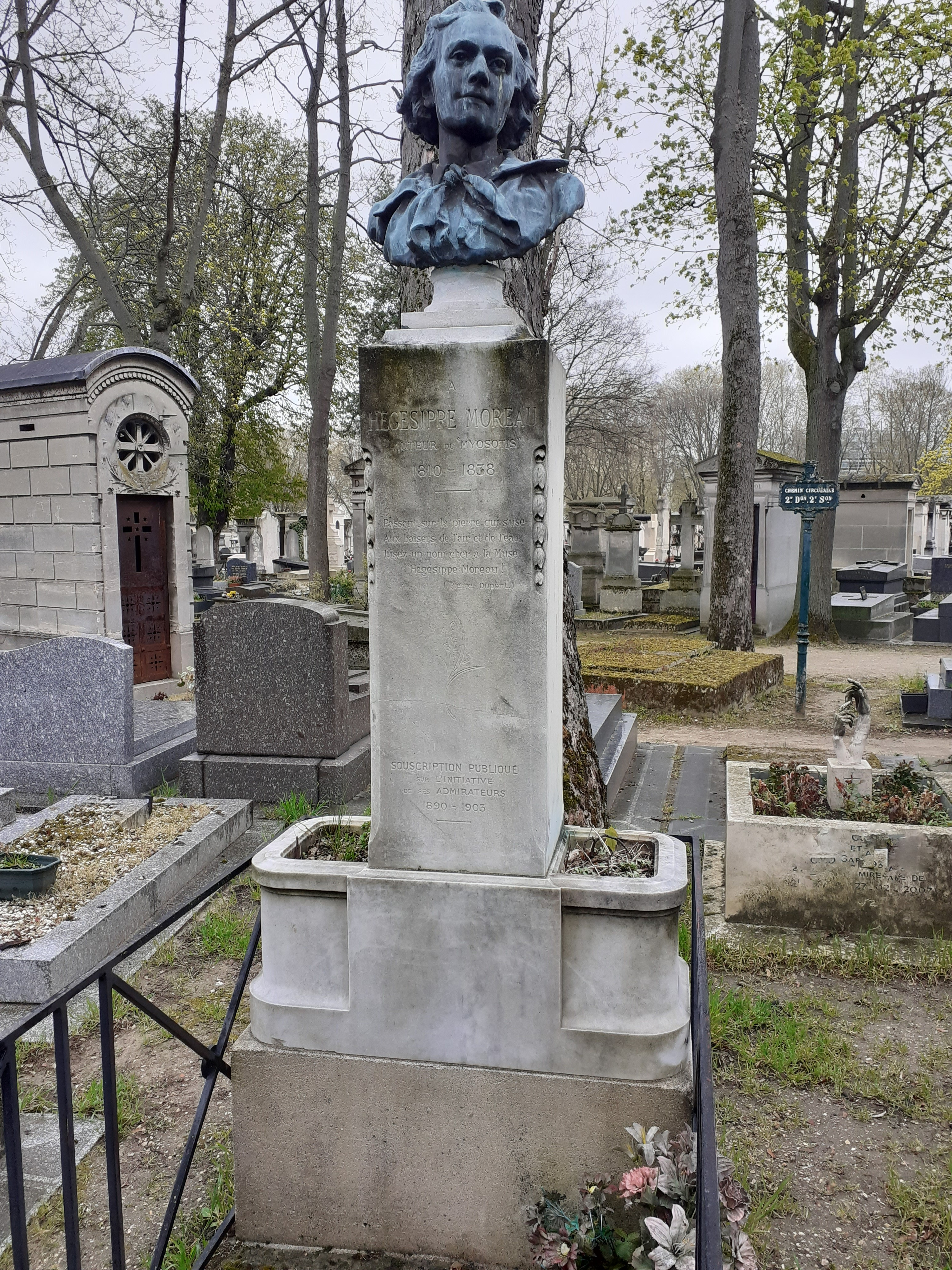
Grab von Hégésippe Moreau auf dem Friedhof Montparnasse

## Werke (moderne Ausgaben)
- Le myosotis (1838). A. Fayard, Paris 1933. (Gedichte und Erzählungen)
- Contes à ma sœur. Hrsg. Fernando Schirosi. Editori meridionali riuniti, Reggio Calabria 1974. Harmattan, Paris 2004. M. Waknine, Angoulême 2013.
- Oeuvres complètes. Hrsg. René Vallery-Radot. Lemerre, Paris 1890.  Slatkine, Genf 1973.
- (Erzählungen, deutsch) Die kleinen Schuhe. Scherl, Berlin 1912. (Hrsg. und Übersetzer Fritz Strohmeyer). (Inhalt: Die kleinen Schuhe. Therese Sureau. Der Neffe der Obsthändlerin)